# Río Arma
El río Arma es un río de centro del Colombia, nace en el sitio denominado Valle Alto en el páramo de San Félix de Caldas, por encima de los 3.500 m s. n. m. sobre el nivel del mar,a lo largo de su recorrido de 98 km, hasta el río Cauca donde desemboca a 600 m s. n. m., las pendientes del Arma varían de suaves a fuertes y muy fuertes.

## División
- Antioquia
  - Sonsón
  - La Unión
  - Montebello
  - El Retiro
  - La Ceja
  - Abejorral
  - La Pintada (Desembocadura)
  - Santa Bárbara

- Caldas
  - Aguadas
  - Salamina
  - Pensilvania (Nacimiento)
  - Marulanda (Nacimiento)

## Proyectos
Actualmente existen dos proyectos por parte de HIDROARMA S.A.S. E.S.P., de centrales hidroeléctricas a filo de agua, en cadena,  que esperan ser desarrolladas sobre la cuenca del Río Arma,Encimadas (Aguadas) con una capacidad de 94WM y Cañaveral (Sonsón) con una capacidad de 80MW, obteniendo una capacidad combinada esperada de 174 MW.